# مدرسه پروین اعتصامی
مدرسه پروین اعتصامی مربوط به پهلوی است و در چالوس، خیابان امام خمینی، روبروی کلانتری شماره ۱۱ واقع شده و این اثر در تاریخ ۱۵ اسفند ۱۳۸۵ با شمارهٔ ثبت ۱۷۹۰۷ به‌عنوان یکی از آثار ملی ایران به ثبت رسیده است.